# British Airways CityFlyer
British Airways CityFlyer (BA CityFlyer) je britská regionální aerolinka a dceřiná společnost British Airways (BA) s hlavním sídlem v příměstské vesnici Didsbury v metropolitním hrabství Velký Manchester ve Spojeném království. Všechny lety operují v barvách BA, i co se týče jmen a čísel letů. BA CityFlyer je držitelem operační licence typu A civilního leteckého úřadu Spojeného království, což znamená, že může provozovat osobní a nákladní přepravu včetně pošty na letadle s více než 20 místy. Za rok 2019 přepravila společnost více než 2,8 miliónů cestujících, nejvíce od počátku svojí existence. Za dobu svého fungování byl podnik svědkem pouze jedné malé nehody na letu 8456 z Amsterdamu do Londýna, kdy se porouchala přední část přistávacího podvozku. Incident nepřinesl žádné oběti, pouze 3 lidé byli mírně zraněni.

## Činnost a operační destinace
BA CityFlyer operuje na vnitrostátních letech po Spojeném království na regionální letiště po Anglii, Skotsku, Severním Irsku a také i na Guernsey a Jersey. Kromě vnitrostátních letů podnik provozuje lety do schengenského prostoru včetně Švýcarska a Islandu a zemí Evropské unie včetně České republiky na letiště Václava Havla v Praze. Lety této dceřiné společnosti většinou začínají na její základně na letišti London City nebo na letišti v Southamptonu. Všechny lety jsou vykonávány na letadlech typu Embraer 190.